# Towarzystwo Genealogiczno-Heraldyczne w Poznaniu
Towarzystwo Genealogiczno-Heraldyczne w Poznaniu – stowarzyszenie genealogiczno-heraldyczne.

## Charakterystyka
Powstało w 1987, jako pierwsze tego typu w Polsce. Jego inicjatorem był Rafał T. Prinke, prezes zarządu w latach 1987-1998 (autora "Poradnika genealoga amatora"). Jest stowarzyszeniem o zasięgu ogólnopolskim i polonijnym. Od 1998 prezesem Towarzystwa jest Leszek Krajkowski, a w skład zarządu wchodzą również Piotr Dziembowski i Andrzej Szymon Waliszewski.
Towarzystwo skupia zarówno zawodowych historyków, jak i ludzi hobbistycznie zajmujących się odkrywaniem rodzinnej przeszłości, prowadzi działalność badawczą i popularyzatorską w zakresie szeroko pojmowanej genealogii i heraldyki. Organizuje wykłady i spotkania dyskusyjne., odbywają się one w pierwszy piątek każdego miesiąca (z wyjątkiem dwóch miesięcy letnich) w sali dydaktycznej Muzeum Archeologicznego w Poznaniu. 
Towarzystwo udziela konsultacji w zakresie metodyki badań genealogiczno-heraldycznych, tworzy archiwum genealogiczne i gromadzi zbiory biblioteczne, od 1990 roku wydaje czasopismo "Gens" (zawierające monografie rodzin, indeksy źródeł i inne opracowania oparte na kwerendach archiwalnych członków Towarzystwa i literaturze przedmiotu). 

## Zarząd
- Leszek Krajkowski – prezes
- Piotr Dziembowski – wiceprezes
- Andrzej Szymon Waliszewski – członek

Komisja Rewizyjna:
- Mikołaj Pietraszak Dmowski – przewodniczący
- Rafał T. Prinke
- Paweł Ulężałka

Sekretarz – Kazimiera Wielicka-Walczak
Członkowie honorowi:
- Conrad Swan (Święcicki)
- Sławomir Leitgeber